# Junkers A 50

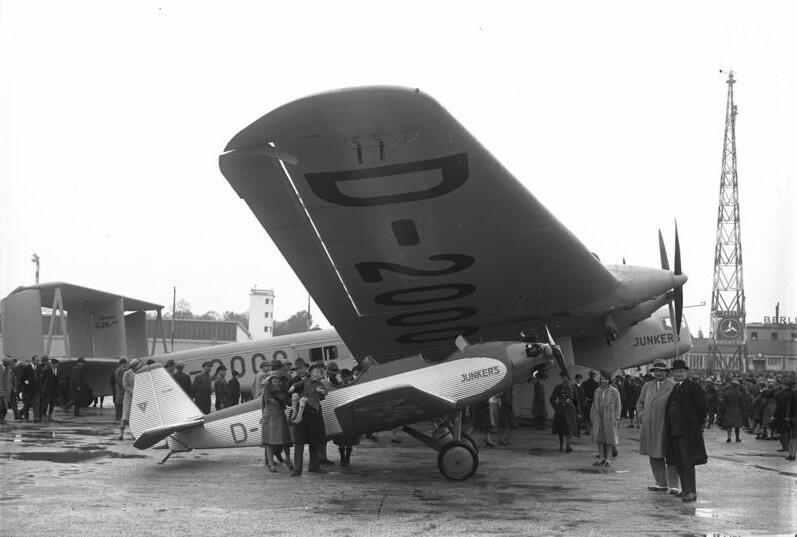
Lo Junkers A 50ce D-1842 parcheggiato sotto l'ala del grande Junkers G 38 D-2000 nel maggio 1930 (Bundesarchiv).

Lo Junkers A 50, designazione aziendale EF 31 e citato anche come Junkers A 50 Junior, era un monomotore da turismo ed addestramento biposto ad ala bassa prodotto dall'azienda tedesca Junkers Flugzeugwerk AG negli anni trenta.
Di costruzione interamente metallica, era caratterizzato dalla singolare superficie in metallo ondulato tipico della produzione Junkers.

## Storia del progetto
L'A 50 fu il primo velivolo interamente progettato da Hermann Pohlmann da quando venne assunto dalla Junkers e caratterizzato dalla struttura metallica ricoperta da pannelli in duralluminio ondulato atto ad aumentarne al robustezza strutturale, soluzione adottata anche dai grandi aerei da trasporto passeggeri. Il prototipo, dotato di un motore radiale Walter NZ di produzione cecoslovacca, venne portato in volo per la prima volta il 13 febbraio 1929 seguito da altri 4 prototipi realizzati per testare le varie soluzioni di motorizzazione.
Hugo Junkers aveva previsto una produzione di 5 000 esemplari, ma il progetto venne interrotto dopo solo 69 apparecchi, di cui solo 50 sono stati venduti, probabilmente a causa dell'elevato prezzo di acquisto. Oltre che in Germania, sono stati utilizzati in molti altri paesi ed alcuni esemplari utilizzati dalle compagnie aeree. A partire dalla versione A 50ce venne introdotta la possibilità di ripiegare le ali per facilitare il trasporto e l'hangaraggio.
Tre A 50 tedeschi parteciparono alla gara internazionale per aerei da turismo Challenge 1929, arrivando all'undicesimo posto (velivolo A 50be, pilot Waldemar Roeder) e al diciassettesimo. Tre A 50 parteciparono anche al Challenge 1930 dell'anno seguente, arrivando al quindicesimo posto (A 50ce, pilota Johann Risztics), al ventisettesimo e al ventinovesimo.
Ne venne realizzata anche una versione sperimentale partendo dall'esemplare W.Nr.3502 ed immatricolato D-1682 per lo studio di un'ala ad incidenza variabile. Il velivolo aveva assunto un'inusuale configurazione biplana con la nuova ala montata alta a parasole e collegata all'ala inferiore originale.

## Tecnica
L'A 50 era un velivolo dall'aspetto piuttosto convenzionale; monomotore, ad ala bassa e carrello fisso. La sua particolarità risiedeva nel materiale usato per la costruzione, struttura metallica sovrapposta a pannelli in duralluminio ondulato, tipico della produzione Junkers. La fusoliera caratterizzata dall'adozione di due abitacoli aperti in tandem, l'anteriore per il pilota/allievo ed il posteriore per il passeggero/istruttore, dotati entrambi di un parabrezza. Posteriormente terminava in un impennaggio classico monoderiva dai piani orizzontali controventati. L'ala era montata bassa ed a sbalzo, caratterizzata anch'essa dalla superficie metallica ondulata. Il carrello d'atterraggio era fisso, con le ruote collegate alla parte inferiore dell'ala e della fusoliera da una struttura in tubolare, ed integrato posteriormente con un pattino d'appoggio posizionato sotto al coda. La propulsione era affidata ad un motore radiale posto sul muso, variato nel tipo e nella potenza a seconda delle versioni prodotte ma sempre abbinato ad un'elica bipala in legno a passo fisso.

## Versioni
J 50
prototipo motorizzato con il radiale Anzani da 50 PS (37 kW).
A 50
versione motorizzata con il radiale Armstrong Siddeley Genet da 80 hp (60 kW).
A 50ba
versione motorizzata con il radiale Walter NZ da 80 PS (59 kW), prodotta in un solo esemplare.
A 50be
versione dotata di motorizzazione Armstrong Siddeley Genet.
A 50ce
versione motorizzata Armstrong Siddeley Genet II da 85 hp (63 kW) o, per l'esportazione, da un Genet Major I da 100 hp (75 kW), dotato di ali ripiegabili per favorirne l'hangaraggio.
A 50ci
versione motorizzata con il radiale Siemens-Halske Sh 13, da 88 PS (65 kW), dotato di ali ripiegabili.
A 50fe
versione motorizzata Armstrong Siddeley Genet II da 85 hp (63 kW), dotato di migliorie strutturali e di ali ripiegabili.
Le varianti -ce e -ci furono le più prodotte, con circa 25 immatricolazioni sul registro civile tedesco
Grazie alla loro struttura, gli A 50 furono velivoli longevi e dotati di una lunga vita operativa.

## Utilizzatori

### Civili
Brasile
- Varig [6]

 Germania
- Deutsche Verkehrsflug

### Militari
Argentina
- Servicio Aéronautico del Ejército

 Australia
- Royal Australian Air Force

 Bolivia
- Fuerza Aérea de Bolivia

 Brasile
- Serviço de Aviação Militar

 Finlandia
- Suomen ilmavoimat

 Giappone
 Portogallo
- Arma da Aeronáutica Militar

 Regno Unito
- Royal Air Force

 Sudafrica
- Suid-Afrikaanse Lugmag

 Svezia
- Svenska Flygvapnet

 Svizzera
- Forze aeree svizzere

 Uruguay
- Escuela Militar de Aeronáutica

## Esemplari attualmente esistenti

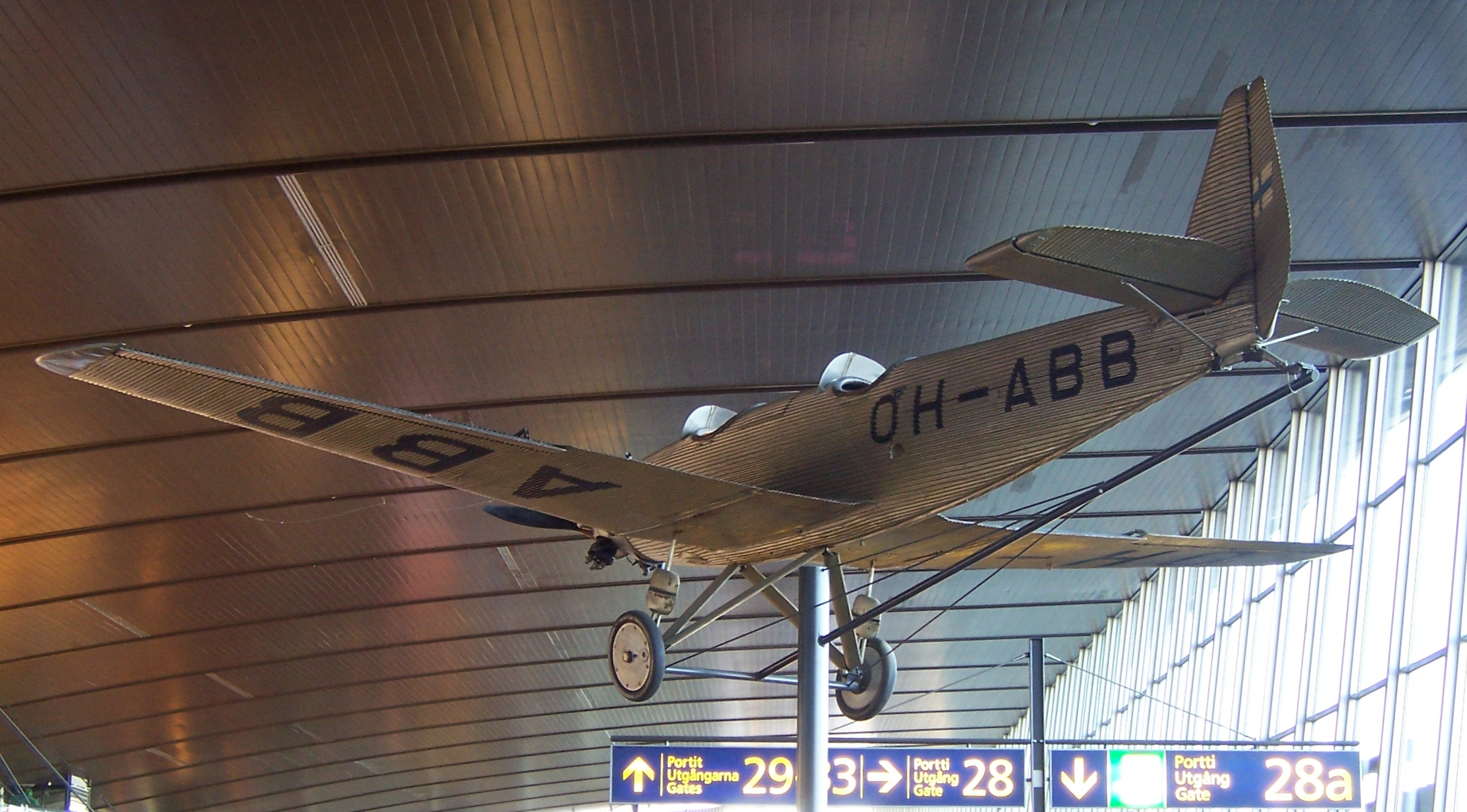
Lo Junkers A 50ce nella sala partenze dell'aeroporto di Helsinki-Vantaa, gate 28.

Pur non essendo arrivati ai nostri giorni esemplari originali completi una copia è esposta al Deutsches Museum di Monaco di Baviera, un secondo, di proprietà del Suomen Ilmailumuseo di Helsinki, si trova attualmente esposto nella sala partenze dell'aeroporto di Helsinki-Vantaa. Il velivolo riproduce l'A 50c marche OH-ABB (ex D-1915) (Wk.n 3530) con cui il pilota finlandese Vaino Bremer compì un volo da Helsinki a Città del Capo e ritorno nel 1932.
Un terzo esemplare (immatricolazione civile VH-UCC, s/n 3517) è stato riportato alle condizioni di volo negli anni sessanta, certificato ed autorizzato al volo civile in Australia dove venne utilizzato con discontinuità fino agli anni novanta. Nel 2009 questo esemplare ritornò in Germania acquistato e prestato al Technikmuseum Hugo Junkers, a Dessau, dove dopo un restauro per riportarlo alle condizioni originarie verrà esposto presso le sue strutture museali.
Sono presenti inoltre alcune parti, il timone, la cappottatura ed i galleggianti della versione idrovolante, presso il Suomen Ilmailumuseo di Helsinki.

## Primati
Nel giugno del 1930 una versione idrovolante dell'A 50, dotata di motore Armstrong Siddeley da 59 kW (79 CV), stabilì una serie di otto record mondiali della FAI, per altitudine di volo, distanza percorsa e velocità media.
Nel 1931 Marga von Etzdorf fu la prima donna a volare in solitaria, con un A 50, da Berlino a Tokyo.

## Velivoli comparabili
- Messerschmitt M 23